# Río Arnauri
El río Arnauri es un curso de agua del norte de la península ibérica, afluente del Altube. Discurre por la provincia de Vizcaya.

## Curso
El río, que discurre por la provincia española de Vizcaya, nace en el monte Gorbea. Se junta con el Altube, que luego conduce hasta el Nervión. Aparece descrito en el segundo volumen del Diccionario geográfico-estadístico-histórico de España y sus posesiones de Ultramar de Pascual Madoz con las siguientes palabras:

ARNAURI (Arnube ura): r. en la prov. de Vizcaya, part. jud. de Durango, y uno de los que, despues de recoger varios arroyos, y unirse al Altube, mezcla sus aguas con las del r. Orozco y aumenta el caudal del Nervion: tiene orígen en el sitio llamado Arnabe del monte Gorbea; atraviesa en parte por la famosa nevera del monte de Zárate, y corre por bajo del puente de Anuncibai junto á la ferr. de este nombre; abunda en truchas y peces, da impulso á muchos molinos harineros, y le cruzan en su tránsito varios puentes de piedra.
(Madoz, 1845, p. 580)